# AB Galco

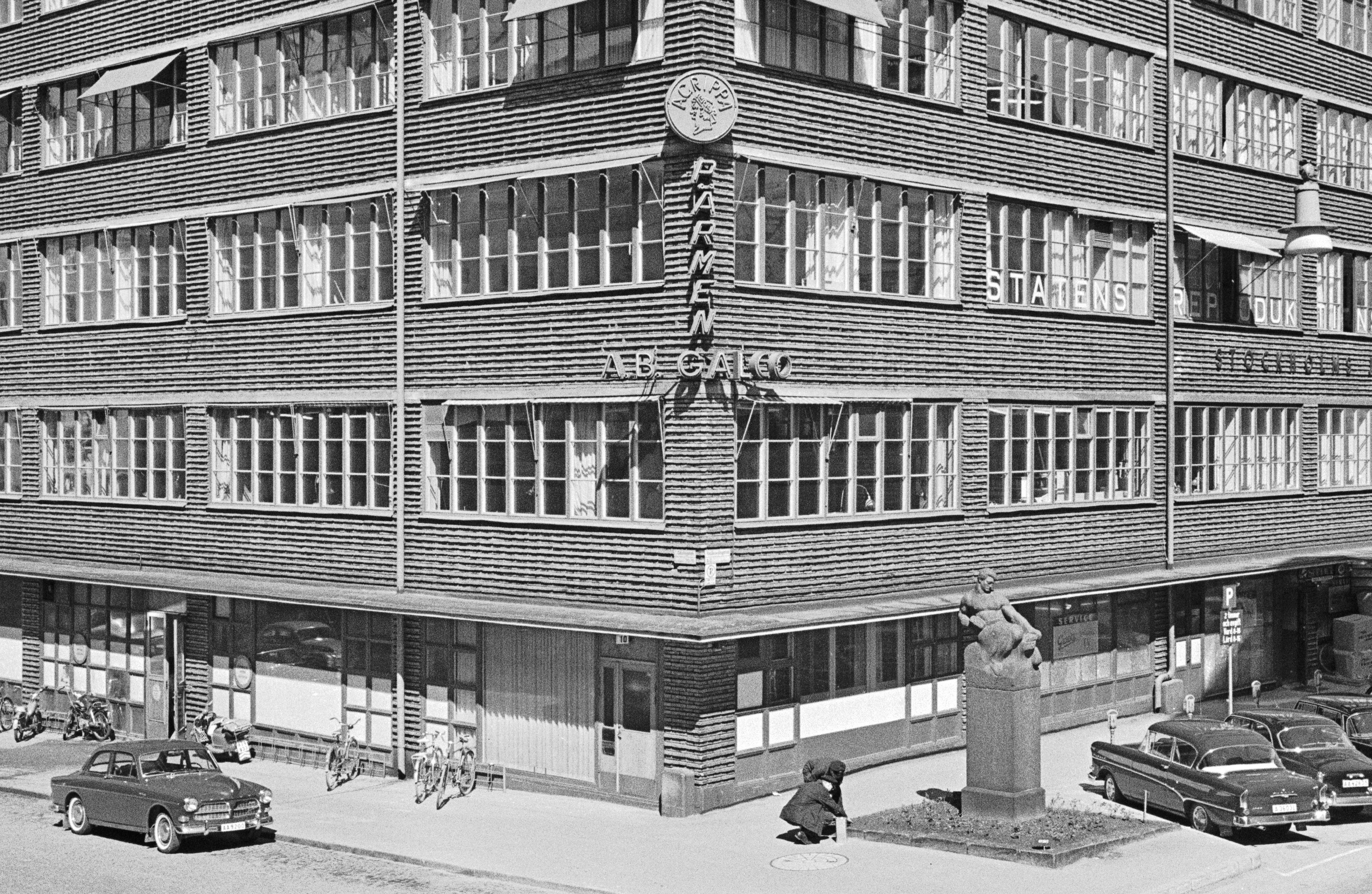
AB Galco och Agrippa-pärmen i Industricentralen vid Gävlegatan, 1960.

AB Galco var ett svenskt verkstadsföretag. Bolaget är känt för gaffelpärmen Agrippa och som platsen där Volvos första personbilar tillverkades.

## Historik

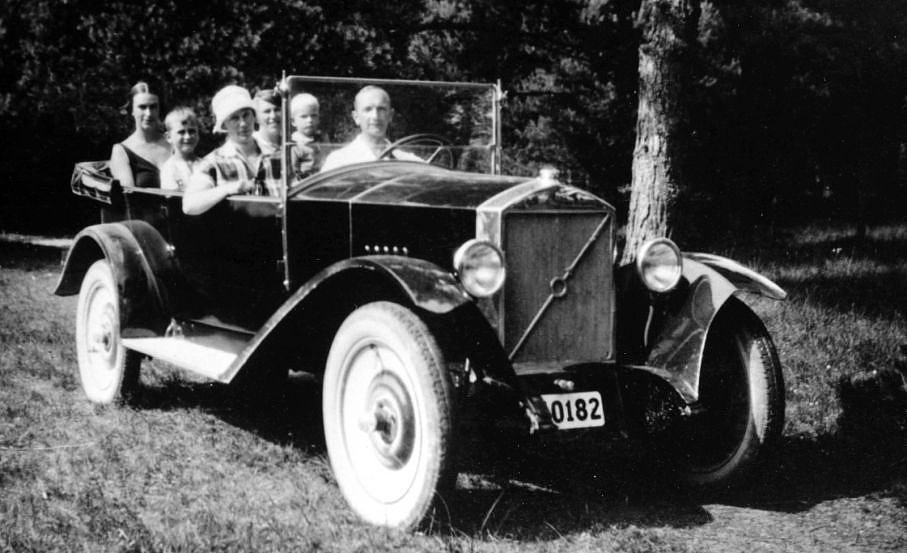
Gustaf Larson med familj fotograferad sommaren 1926 i en av de tio prototyper (Volvo ÖV 4) som byggdes i på AB Galco i Stockholm.

Galco – G.A. Lindstedt & Co – grundades under första världskriget av civilingenjören Gustaf Adolf Lindstedt och var en mekanisk verkstadsindustri som hade agenturer i bland annat New York och S:t Petersburg. Verkstaden låg på Hälsingegatan 41 i Stockholm. 1920 utsågs Gustaf Larson till teknisk chef och under hans ledning blev Galco en specialfabrik för stålpressning. 
Gustaf Winqvist och Gustaf Larson rekonstruerade bolaget 1923 och blev framgångsrikt genom sin tillverkning av smörjkoppar och från 1926 den av Gustaf Larson konstruerade Agrippa-pärmen. En annan stor framgång blev Galcos kortpärmar, Viscard, som hela Sveriges och Finlands folkbokföring lades över till. I början av 1930-talet förvärvade Apotekarnes Mineralvatten AB tomten i kvarteret Blästern vid Hälsingegatan av Galco och Galco hyrde istället in sig i den nybyggda Industricentralen på Gävlegatan 10–14. 
Gustaf Larson och Assar Gabrielsson inledde sin satsning på Volvo på 1920-talet. De 10 första Volvo-bilarna byggdes i Galcos verkstäder i Stockholm. Det rörde sig om en förseriebil av typ Volvo ÖV 4. Den blev också känt under smeknamnet Jakob eftersom den blev klar den 25 juli 1926 då Jakob har namnsdag. Galco blev sedermera underleverantör till Volvo.
AB Galco-Dux bildades genom en sammanslagning med Dux som tillverkade falsmaskiner. Galco-Dux togs över av Esselte 1983 och det kvarvarande Galco sysslade istället med fastigheter.